# Municipalité (Brésil)
Pour les articles homonymes, voir Município.

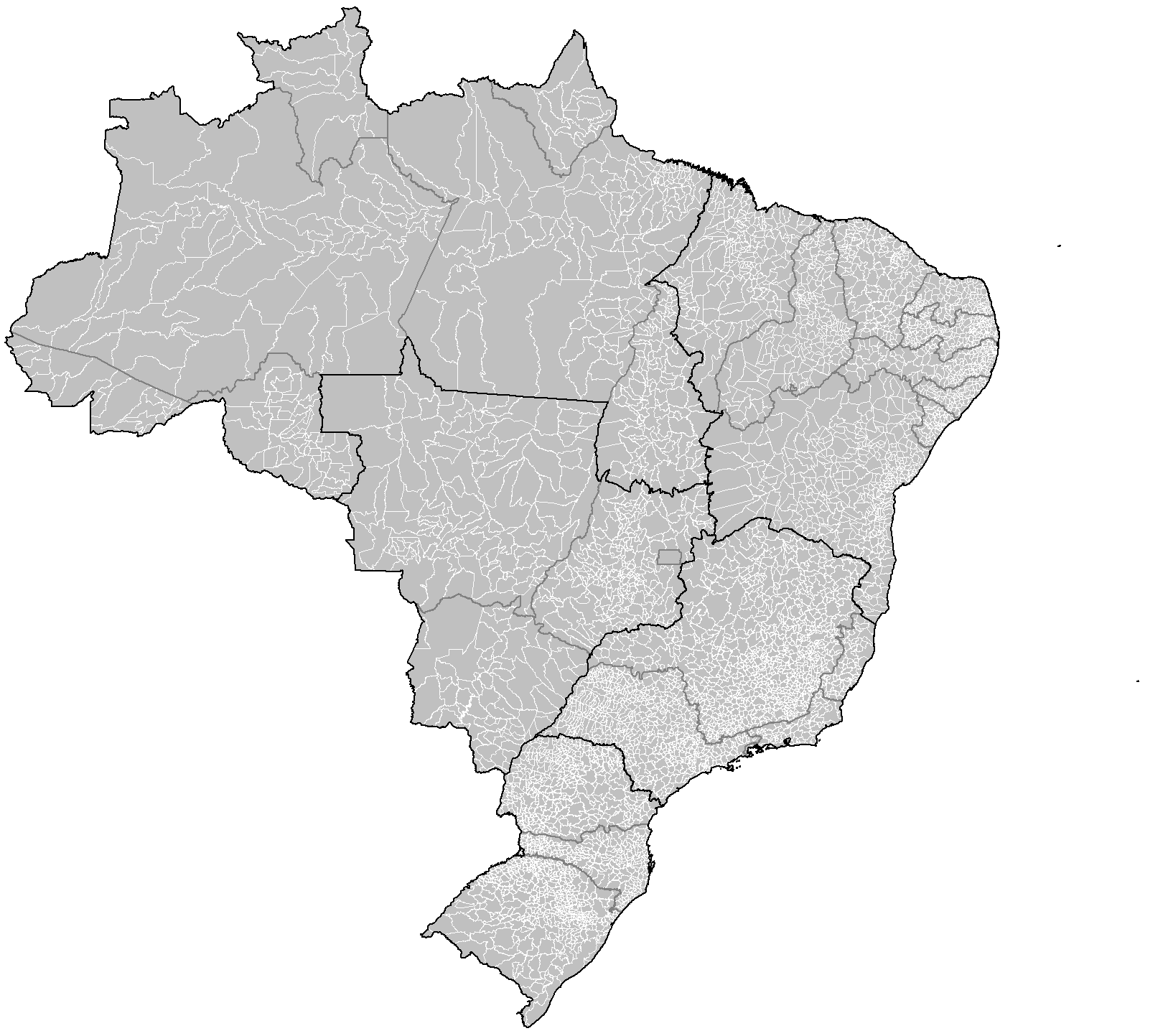
Carte des municipalités du Brésil.

Au Brésil, une municipalité (município) est la plus petite division du pays, après les États. Elle possède seulement deux pouvoirs : exécutif (le prefeito, maire) et législatif (câmara municipal, conseil municipal composé de vereadores). Elle appartient aussi à la fédération brésilienne ensemblement avec l'Union et les États.

## Description
Généralement, une municipalité est composée d'une ville et de ses dépendances rurales. On peut cependant également en rencontrer qui regroupent plusieurs centres urbains dans le même territoire municipal. Quand plusieurs villes se développent jusqu'à se toucher, on leur donne le nom de região metropolitana, en particulier pour les capitales d'État.

## Compétences
(avril 2017).
Le contenu est difficilement compréhensible vu les erreurs de traduction, qui sont peut-être dues à l'utilisation d'un logiciel de traduction automatique.
La municipalité gère directement les aspects pratiques de la vie de sa population, notamment l'urbanisme, les transports publics, les écoles primaires, l'assainissement, etc. En d'autres termes, la municipalité a la compétence de créer la législation locale, en représentant son autonomie législative.
Toutes les compétences des sujets qui appartiennent à la fédération du Brésil sont disposées dans la Constitution de la République. Cette Constitution détermine qu'ils seront formellement symétriques. Cependant, selon Clèmerson Merlin Clève et Pedro Henrique Gallotti Kenicke, "la symétrie normative dans la fédération brésilienne égale les départements très différents dans le monde de la vie. Ainsi que, le statut constitutionnel des municipalités, par exemple, n'établit pas des différences formelles entre certaines villes industrielles du sud-est et une ville agricole du Nord. Cela rend difficile la gestion publique. Brésil, a besoin d'une réorganisation territoriale que comprend ses asymétries de fait".
Les divisions politiques de la municipalité, les districts (distritos) sont directement liés à l'administration du maire. Une municipalité est divisée en quartiers. Elles peuvent également présenter des sous-préfectures, décentralisant l'administration quotidienne. Dans tous les cas, le pouvoir exécutif revient exclusivement au maire (prefeito), qui peut cependant déléguer à des auxiliaires de son choix.
La municipalité dispose de gardes municipaux, qui ont le droit de porter des armes à feu par décision de la Cour suprême. Les articles de la loi fédérale sur les armes - connue sous le nom de Statut du désarmement - stipulant que seules les capitales des États et les villes de plus de 500 000 habitants pouvaient avoir des gardes armés, ont été déclarés inconstitutionnels. L'Association internationale de la police reconnaît les gardes municipaux comme membres à part entière. Actuellement, les gardes municipaux ont sont organisés politiquement en conseil national et le changement du nom des gardes municipaux en police municipale a déjà été approuvé par la Commission Constitution et Justice du Sénat fédéral brésilien. La proposition d'amendement constitutionnel est maintenant prête à être votée à la Chambre des députés.

## Municipalités du Brésil
Aujourd'hui, le Brésil possède 5 570 municipalités, repartis dans 26 États plus le District fédéral (DF).
- la plus peuplée du Brésil est la municipalité de São Paulo, qui s'étend sur plus de 1 500 km2 et regroupe une population de plus de 12 millions d'habitants (2019).
- la plus étendue du Brésil est la municipalité d'Altamira qui s'étend sur 159 696 km2 dans l'État du Pará.
- la plus petite est celle de Santa Cruz de Minas, avec moins de 3 km2.

### Sources
- IBGE - Institut brésilien de géographie et de statistiques